# Prince of Persia : Les Deux Royaumes
Prince of Persia : Les Deux Royaumes (Prince of Persia: The Two Thrones en version originale) est un jeu vidéo multi plates-formes développé par Ubisoft Montréal et Ubisoft Casablanca, et édité par Ubisoft en 2005.
Il est le troisième et dernier volet de la série originale des « Sables du Temps. Le jeu a été réédité  sur PlayStation Portable et Wii sous le nom Prince of Persia: Rival Swords.
Il est à noter qu'un nouvel épisode sorti en 2009, viendra s'ajouter à cette trilogie originale en plaçant son action entre  Les Sables du Temps et l'Âme du Guerrier. Les développeurs d'Ubi Montréal n'excluent pas la possibilité de développer de nouveaux épisodes dont l'histoire se déroulerait dans l'univers des Sables du Temps.

## Trame
Après avoir vaincu le Dahaka, le Prince retourne à Babylone avec Kaileena. Heureux d'apercevoir le sommet de la Tour de Babel dépasser des falaises, il navigue en direction de la cité, qui peu à peu se dévoile à ses yeux. Il reste stupéfait devant le spectacle qui s'offre à lui : la cité est en proie aux flammes et à la guerre. Les soldats indiens postés sur les remparts l'aperçoivent et envoient une pluie de flèches enflammées sur son bateau qui, prenant feu, se consume et coule rapidement.
Le Prince se retrouve sur le rivage, et aperçoit au loin deux soldats en train d'emporter le corps inconscient de Kaileena. Aveuglé par la fureur, il se lance à l'assaut de la cité et se fraye un chemin jusqu'à parvenir au lieu où Kaileena est retenue prisonnière. Il se fait capturer par Mahasti (une partie de la chaîne aiguisée de Mahasti restera incrustée dans son bras gauche), un lieutenant de l'armée indienne, et découvre que le Vizir est toujours en vie (les Sables n'ayant pas été créés, le Prince ne l'a jamais tué). Il apprend que le Vizir a assassiné le Mahârâja d'Inde et s'est emparé de son armée pour conquérir Babylone et retrouver l'Impératrice du Temps. Se saisissant de la Dague du Temps, le Vizir sacrifie Kaileena et se poignarde à son tour, pour s'octroyer la vie éternelle. La mort de Kaileena provoque la libération des Sables, qui se mettent à corrompre tous les lieutenants à proximité, ainsi que le Prince. Dans la confusion, celui-ci se libère et s'enfuit avec la Dague, avant que les Sables ne l'aient entièrement transformé en monstre.
La Dague et les pouvoirs du Temps sont à nouveau en sa possession, mais une partie de la chaîne de Mahasti restera incrustée dans son bras gauche. Le Prince décide de s'enfuir du palais, qui est sur le point de s'effondrer, mais il fait une chute et se retrouve dans le réseau d'égouts. À son réveil, il entend une voix qui lui demande de poursuivre son combat contre le Vizir. Le Prince demande qui s'adresse à lui, mais la voix reste énigmatique. Le Prince poursuit son chemin et se retrouve assailli par une horde de petits monstres hideux. Le bras mutilé du Prince se met à le brûler et il subit une transformation ; il devient le Prince de l'Ombre. Armé de la Dague et d'une chaîne dévastatrice, le Prince de l'Ombre élimine les créatures et poursuit son chemin dans les égouts. Au bout d'un moment, le Prince de l'Ombre tombe dans un bassin d'eau, ce qui a pour effet d'inverser la transformation. Le Prince retrouve le contrôle de son propre corps, et demande au Prince de l'Ombre qui il est vraiment. Celui-ci répond qu'il est lui, qu'il partage tous ses souvenirs et qu'il veut l'aider à vaincre le Vizir. Le Prince est méfiant et ne le considère que comme une corruption malsaine, mais le Prince de l'Ombre nourrit les pulsions meurtrières que le Prince a envers le Vizir.
Il finit par s'échapper des égouts. Au sommet d'une tour de garde, il aperçoit une Porte de Sable. Les Portes sont des téléporteurs pour les troupes du Vizir, ainsi qu'un système de communication qui permet au Vizir de donner des ordres à distance. Ce dernier s'est d'ailleurs transformé en une grande créature ailée et s'est donné le nom de Zervan, en référence au dieu de l'infini, de l'espace et du destin.
Animé par la rage et l'influence de son double, il se lance à l'assaut de la cité pour retrouver le Vizir. Sa colère ne cesse de s'amplifier, à la vue de son peuple martyrisé par les soldats. Le Prince de l'Ombre prendra le contrôle de son corps à plusieurs reprises, dans le but de franchir certains obstacles grâce à ses capacités spéciales.
Durant son périple, il rencontrera Farah qui, ayant été faite prisonnière par le Vizir et forcée par ses soldats à assister impuissante aux désastres de la guerre, est transportée dans une cage dans la cité en ruines. Lors d'une course de chariots, le prince renversa sa cage qui s'est brisée sans celui-ci la remarque. Farah est déterminée à sauver les citoyens de Babylone, tandis que le Prince est résolu à tuer le Vizir. Cette divergence sera la source d'un conflit entre les deux protagonistes, lors de leur rencontre. Toutefois, le fait de revoir Farah va attendrir le Prince et calmer sa colère. Le Prince de l'Ombre fera tout son possible pour forcer le Prince à se comporter en guerrier sans âme, mais le Prince finira par abandonner la poursuite du Vizir pour aider Farah à s'occuper des citoyens. Le Prince gagnera son estime, jusqu'à ce qu'elle découvre le Prince de l'Ombre et se rende compte qu'il a été corrompu par les Sables, avant de prendre la fuite.
Après quelques combats, le Prince se retrouvera piégé dans la guilde royale des tailleurs de pierre. Après avoir sauvé les citoyens retenus prisonniers, il se lancera à la poursuite d'un des Jumeaux Guerriers, dans une course de chars. Le Prince sautera sur le chariot du lieutenant et le renversera, avant d'entamer le combat. L'autre frère jumeau va lui aussi participer au combat, et encerclera la zone avec un rempart de flammes, pour empêcher le Prince de fuir. Un duel épique va se dérouler, à la fin duquel le Prince tuera l'un des frères, tandis que Farah abattra le second à l'aide de ses flèches. Ils se retrouvent enfin, se réconcilient et partent à la poursuite du Vizir dans les jardins suspendus de Babylone. Au sommet de ces jardins, le Vizir enlève Farah et précipite le Prince dans un abîme qui l'amènera jusqu'aux fondations des jardins suspendus.
Au fond de ce puits, le Prince va à nouveau se transformer en Prince de l'Ombre. Celui-ci va l'emmener dans un vieux réseau de caves, où il rencontrera Shahraman, étendu mort dans la pénombre. Réalisant enfin qu'il ne peut échapper aux conséquences de ses actes, que ce soit aux moyens de ses combats ou des pouvoirs des Sables, il se résigne et accepte son destin. Il reprend le contrôle de son corps par la seule force de sa volonté, et renvoie son double au plus profond de son esprit.
Guidé par son seul désir de sauver Farah, il s'échappe du puits et escalade la Tour de Babel jusqu'à son sommet. Il arrive à temps pour empêcher le Vizir de transformer Farah en Monstre des Sables, et entame le combat. La bataille est épique, mais le Prince triomphe et poignarde le Vizir en plein cœur avec la Dague. Celui-ci meurt, en emportant avec lui toute son armée de Monstres des Sables.
L'esprit de Kaileena apparaît soudain devant le Prince. Elle détruit la Dague et retire la corruption du bras du Prince avant de disparaître, avouant qu'elle n'était pas faite pour vivre dans ce monde. Le Prince, désormais libre et délivré de son destin, tombe à terre, inconscient. Le Prince de l'Ombre, sa partie de lui qui ne se caractérise que par son égoïsme et ses instincts meurtriers, défie le Prince. Ce dernier se bat contre cette entité, en revivant des scènes de son passé. Dans son rêve, il entend la voix de Farah, qui le supplie de se réveiller, de ne pas écouter son double. Le Prince parvient à se réveiller, triste des destructions qu'il a causées avec les Sables, mais heureux de retrouver Babylone libre et Farah.

## Personnages et voix
- Le Prince (VO : Yuri Lowenthal ; VF : Serge Thiriet) : Il retourne chez lui à Babylone pour trouver son royaume assiégé par les Scythes, dirigés par le Vizir. Lorsque Kaileena est tuée, il est infecté par les Sables du Temps et son personnage plus sombre reçoit la sensibilité sous la forme du Prince de l'Ombre.
  - Le Prince de l'Ombre (VO : Rick Miller ; VF : Antoine Tomé) : Son « alter ego », il est l'agglomération des qualités les plus sombres et les plus faibles du Prince. Il guide le Prince à travers la transition de ses pouvoirs lorsqu'il prend le contrôle de son corps. Bien qu'il semble d'être un allié du Prince, en vérité, le Prince Noir travaille à ses propres objectifs de pouvoir et de contrôle sur sa personnalité dominante.
- Kaileena (VO : Sarah Carlsen ; VF : Sophie Riffont) : L'Impératrice du Temps accompagne le Prince jusqu'à son arrivée à Babylone, où elle est immédiatement capturée, suivi de son assassinat et de la libération des Sables du Temps par le Vizir. Elle devient la narratrice de l'histoire après sa mort.
- Farah (VO : Helen King ; VF : Laura Blanc) : Une prisonnière du Vizir. Farah se réunit par inadvertance avec le Prince et travaille pour libérer les citoyens de Babylone du règne du Vizir, maintenant un dieu autoproclamé connu sous le nom de Zurvan.
- Vizir (VO : Harry Standjofski ; VF : Marc Alfos) : Ressuscité par les actions du Prince (qui a empêché la création des Sables du Temps en sauvant Kaileena), le Vizir continue sa quête d'immortalité et la gagne quand il tue Kaileena et absorbe les Sables du Temps.
  - Zurvan : L'alter ego du Vizir. Zurvan règne sur le royaume du Prince avec les pouvoirs des Sables du Temps et de l'armée Scythe, transformés en Créatures des Sables.

## Système du jeu

### Généralités
La principale différence avec les titres précédents est que le Prince utilise la Dague du Temps comme arme primaire. Celle-ci a d'ailleurs été légèrement agrandie depuis le premier titre. Au contraire de L'Âme du guerrier, il n'est plus possible de décapiter les ennemis, ni de les découper, ce qui rend le jeu moins violent. De plus, seuls les ennemis de chair sont capables de saigner, ce qui se rapproche plus des Sables du Temps. Le Prince dispose toujours de son incroyable panoplie de mouvements, et se voit désormais capable d'effectuer des sauts à 45° grâce à des tremplins muraux, et d'escalader des parois en plantant sa Dague dans des emplacements prévus à cet effet. Enfin, les nouvelles capacités du Prince de l'Ombre viennent encore enrichir le gameplay.
Une nouvelle technique de combat a été introduite : le « système d'élimination rapide ». Ce système entièrement nouveau permet au joueur de tuer un ennemi rapidement et silencieusement. Ce système ressemble beaucoup au système du jeu  God of War. Pour réaliser l'élimination rapide, le Prince doit s'approcher furtivement d'un ennemi. Si aucun garde à proximité ne le repère, l'écran va se mettre à clignoter et le joueur devra appuyer sur le bouton d'attaque selon une séquence qui diffère du type d'ennemi. Si la séquence est réalisée correctement, le Prince éliminera le soldat sans faire le moindre bruit. Dans le cas contraire, le soldat va se saisir de lui et le mettre à terre. Cette technique est très utile pour les Portes de Sables, puisque l'architecture du jeu permet toujours au joueur de tuer le Commandant de manière rapide. Si le Commandant aperçoit le joueur, il donne l'alerte et des ennemis vont affluer du portail jusqu'à ce que le Commandant soit tué.
Le système Free-Form Fighting hérité de L'Âme du guerrier est désormais moins complet. Il n'est plus possible de réaliser certaines acrobaties, et la strangulation a été retirée. Ce choix permet de conserver l'équilibre du jeu avec le système d'élimination rapide. Il est toujours possible d'utiliser deux armes en même temps, et les pouvoirs temporels de la Dague sont toujours présents. À noter que le Prince de l'Ombre a un panel de combos différent de celui du Prince.
Un autre changement dans le gameplay est le système de combat des boss. Là où le joueur devait se contenter de donner un maximum de coups dans L'Âme du guerrier, il est désormais nécessaire de les combattre en ayant recours à des techniques particulières, faisant souvent intervenir l'élimination rapide.
De plus, le jeu offre deux phases de course en char dans les rues de Babylone, ce qui change radicalement des deux précédents titres. Durant ces courses, le joueur devra éviter les obstacles, tout en poussant ses adversaires dans les murs et en se débarrassant des soldats qui se jettent sur le char pour renverser le Prince.
Le jeu en lui-même est relativement court. Les joueurs de niveau moyen sont capables de l'achever en une dizaine d'heures.
Enfin, ce titre a un aspect « cinématographique » plus fort que dans les autres opus. Cela est dû au rendu des scènes d'élimination rapide (effets spéciaux, mouvements de la caméra), la variété du gameplay, les courses à pleine allure et les ralentis lors des combats (ralentis hérités de L'Âme du guerrier). De plus, Kaileena narre l'histoire du Prince en voix off tout au long du jeu (héritage des Sables du Temps).

### Le Prince de l'Ombre
Le Prince développe également une nouvelle personnalité, le Prince de l'Ombre. Ce double maléfique est un personnage odieux et cynique, qui ne cesse de débattre du sens du bien et du mal avec le Prince.
À certains moments, le Prince se transforme en Prince de l'Ombre. Ces transformations sont des évènements scriptés, que le joueur ne peut pas contrôler. Le joueur a toutefois le contrôle du Prince de l'Ombre, et il doit utiliser ses capacités spéciales pour traverser certains passages que le Prince ne pourrait franchir. Le Prince de l'Ombre combat uniquement avec la Dague et sa chaîne (appelée DaggerTail en anglais). Ses attaques sont globalement plus dévastatrices que celles du Prince, mais il perd de la vie en continu, comme le Revenant des Sables de L'Âme du guerrier. Cependant, à chaque fois qu'il absorbe une mesure de Sable, sa vie se régénère en totalité. Le héros redevient le Prince dès qu'il entre en contact avec de l'eau.
Le reste du temps, le Prince de l'Ombre n'est qu'une voix intérieure qui donne occasionnellement des conseils sur la meilleure façon de vaincre les ennemis, entre deux railleries. L'élimination rapide change également, puisqu'il suffit désormais d'appuyer plusieurs fois et rapidement sur le même bouton pour étrangler ses adversaires.

### Spécificités deRival Swords
La version Wii contient plusieurs phases de course en char supplémentaires. Le système de jeu tire parti des spécificités de la console : lors des éliminations rapides, le joueur doit mimer un geste à la Wiimote simultanément. Lorsque le joueur contrôle le prince de l'Ombre, secouer le Nunchuk permet de faire tournoyer la chaîne.

## Développement
Les développeurs ont décidé d'utiliser StarForce comme système de protection anti-piratage. Ce choix leur a valu de vives protestations de la part de la communauté des joueurs, car ce système souffrait d'une très mauvaise réputation, notamment pour les risques de sécurité qu'il faisait encourir aux ordinateurs l'utilisant. À cause de l'inclusion du système StarForce dans le jeu et des failles concernant l'information du joueur sur les risques encourus, un dénommé Christopher Spence déposera un recours collectif contre Ubisoft le 24 mars 2006. Le 13 avril 2006, dans une interview donnée à 1UP.com, Ubisoft déclare l'abandon du système StarForce pour les futurs produits Ubisoft, au profit de meilleures alternatives.
Un easter egg est caché dans la partie Forteresse. Lors de la deuxième transformation du Prince en Prince de l'Ombre, en montant tout en haut du pilier au fond de la cour, le joueur peut entendre une voix de femme réciter, en anglais, une partie des crédits.

## Musique
La musique du jeu a été composée par Stuart Chatwood (musique rythmique) Inon Zur (instrumental). Certains morceaux ont été enregistrés à l'Orchestre philharmonique de Los Angeles. La musique du générique final, I Still Love You, est interprétée par la chanteuse Maryem Tollar.

## Accueil
|                  | PS2     | XB      | GC      | PC      | Mobile  |
| GameRankings     | 86,13 % | 86,20 % | 85,43 % | 82,81 % | 82,00 % |
| Metacritic       | 85 %    | 85 %    | 84 %    | 85 %    | -       |
| AN1UP.com        | B-      | B-      | B+      | -       | -       |
| ANAllGame        | 4/5     | 4/5     | 4/5     | 4/5     | 3/5     |
| JAPFamitsu       | 31/40   | -       | -       | -       | -       |
| EURGamekult      | 7/10    | 7/10    | -       | 7/10    | -       |
| ANGameSpot       | 8,6/10  | 8,6/10  | 8,6/10  | 8,4/10  | 7,3/10  |
| ANIGN            | 8,8/10  | 8,8/10  | 8,8/10  | 9/10    | -       |
| EURJeuxvideo.com | 18/20   | 18/20   | 18/20   | 18/20   | -       |
| FRPC Jeux        | -       | -       | -       | 85 %    | -       |

La critique est globalement positive ; les graphismes sont à la hauteur et contribuent grandement à l'immersion du joueur dans l'univers oriental,, tout en mettant en valeur le contraste entre la richesse des palais et la pauvreté de la ville basse,. L'animation des personnages est fluide, mais entachée de quelques erreurs de collision lors des phases de combat.
Le système « Free-Form Fighting », hérité de L'Âme du guerrier, et l'introduction des boss rendent les combats toujours aussi violents et palpitants,, tandis que l'innovation speed kill permet au joueur de choisir sa propre façon de progresser (force brute ou infiltration). Comme dans les précédents volets, les puzzles et les phases d'acrobaties représentent une part importante du jeu, ce qui fait dire à GameSpot : « Sans les sauts et l'escalade, ce ne serait pas Prince of Persia. ».
La bande-son, avec son ambiance orientale, remporte l'unanimité des critiques et rompt clairement avec le style néo-gothique du second volet. L'ambiance est jugée convaincante et la personnalité du Prince plus attachante.
L'ambiance, plus légère que celle du précédent épisode, plus proche de celle des Sables du temps, a été appréciée par les critiques.

## Remake
Prince of Persia Trilogy, une compilation de la trilogie des Sables du temps, c'est-à-dire : Les Sables du temps, L'Âme du guerrier et Les Deux Royaumes, est sortie le 18 novembre 2010 sur PlayStation 3 .